# Fidelis Terpinc
Fidelis Terpinc , slovenski industrialec, politik in mecen, * 24. april 1799, Kranj, Habsburška monarhija, † 15. februar 1875, Ljubljana, Avstro-Ogrska.

## Življenje
Fidelis Terpinc se je rodil 24. aprila 1799 v Kranju trgovcu Blažu in Elizabeti, rojeni Grilc. Po končani osnovni šoli v Kranju, je med letoma 1813-1814 obiskoval nižjo gimnazijo v Ljubljani. Pri 16 letih se je zaposlil v očetovi trgovini. Leta 1820 je z očetovim kapitalom ustanovil  valjalnico za koce. Kmalu je začel trgovati tudi s slamniki in s tem spodbudil razvoj slamnikarske obrti najprej v Ihanu, nato pa še v domžalski in mengeški okolici do Vodic ter Komende. S tem je postavil temelje za razvoj slamnikarske industrije v teh krajih.
Leta 1825 je kupil graščino in gospostvo Fužine pri Ljubljani, tja se je tudi preselil, ter se je poročil z Josipino Zeschko, ki je predtem veljala za dekle Andreja Smoleta. Na Fužinah ob reki Ljubljanici je postavil velike mline s skupno zmogljivostjo vodnih koles 330 KM in z moko zalagal velik del Kranjske in tudi Trst.
V želji po napredku je prepotoval pol Evrope, obiskoval mednarodne kmetijske in obrtne razstave ter spoznaval nove tehnične pridobitve, jih doma koristno uvajal. Leta 1830 je kupil prvo mlatilnico in mikalnico za slamo na Kranjskem, prav tako je uvozil in redil švicarsko pasmo goveda. Razvil je veletrgovino s kmetijskimi pridelki, pospeševal napredno kmetijstvo in živinorejo ter predsednikoval Kmetijskemu društvu za Kranjsko (1848-1868). Ustanovil je prvo podkovsko in živinozdravniško šolo na Slovenskem. Njegova dejavnost je pridobivala mednarodne razsežnosti in priznanja, tako na kmetijskih in obrtnih razstavah na Dunaju, v Berlinu, Parizu, Londonu in postal je tudi član Kmetijske akademije v Parizu.
Po letu 1836 je opustil trgovanje s kmetijskimi pridelki in se posvetil industriji. Tako je mlina na desnem bregu Ljubljanice preuredil v žage, tretji mlin  pa ohranil za lastne potrebe; 1840 je kupil mlin na Šumu, ga preuredil v oljarno (obratovala je do 1845), tik nad njim pa je 1842 ustanovil tovarno za papir. Za njen nadaljnji razvoj je skupaj s svakom Valentinom Zeschkom, Francom Galetom in Jožefom  Bischofom ustanovil delniško družbo in jo registriral kot privilegirano mehanično tovarno olja, papirja in barvnega lesa. Družba je v naslednjih letih kupila še tako imenovani sekretarjev mlin na desnem bregu Save, podrla kovačnico kmetijskega orodja na otoku ter tam zgradila tovarno strojil in barvil. 
Leta 1850 je kupila še Šimnov mlin na levem bregu, do 1851 zgradila tovarno papirja, ki so jo po obisku in dovoljenju nadvojvode Janeza 1852 poimenovali Janezija. Iz obeh obratov se je razvila papirnica Vevče, ki je bila prva strojna papirnica na Slovenskem. V začetku 50. let 19. stoletja je njegova papirnica zaposlovala 200 delavcev. S proizvodnjo 36 centov papirja je Terpinc pokrival deželne potrebe in izvažal na Hrvaško, v Slavonijo in na Madžarsko, prek Trsta pa se je vključeval tudi v pomorsko trgovino.
Leta 1861 je podjetje na njegovo pobudo kupilo zemljišče in slap v Verjah pri Medvodah, kjer so zgradili tovarno za umetno volno in brusilnico lesa (po požaru 1880 preurejena v papirnico). Nazadnje je 1868 Terpinc kupil in preuredil papirnico v Goričanah, od 1872 so tu izdelovali papir neposredno iz lesovine, tako je imel Terpinc skupaj z družabniki v lasti vse papirnice okrog Ljubljane. Leta 1870, v času kratkotrajnejše gospodarske krize pa je papirnice prodal delniški družbi Leykam & Josefsthal iz Gradca.
Z lastnim kapitalom je Terpinc je leta 1862 ustanovil še tovarno za sukno in odeje, ki je delovala na vodni in parni pogon in na začetku zaposlovala 130 delavcev. Njegov najpomembnejši poslovni partner je bil svak Valentin Zeschko. Leta 1862 sta družabnika kupila še mlin v Zgornji Hrušici in ga preuredila v obrat za sušenje sukna in kocev. Terpinc je 1870 kupil še škofjeloški grad, 1871 pa grad Zaprice pri Kamniku.
Politično je Terpinc pripadel  pripadal Bleiweisovemu ožjemu krogu. Leta 1848 je ob revoluciji na Dunaju natisnil poseben koloriran lepak v nemškem jeziku, na katerem je prihod vesti o začetku revolucije poimenoval za najlepši dan Ljubljane, bil je tudi prvi komandant prve čete ljubljanske narodne straže. Leta 1865 je postal častni meščan Ljubljane. Fidelis Terpinc je bil leta 1866 izvoljen v deželni zbor in bil nato dve leti kot prvi Slovenec namestnik kranjskega deželnega glavarja. Leta 1868 je pa se je zaradi bolezni odpovedal vsem javnim funkcijam.
Podpiral je slovenska društva in institucije (čitalnice, Slovensko matico, Sokol). Na lastne stroške je dal urediti planinsko pot na Triglav. Poskusil se je v pesništvu. V Novice in pratike je pisal sestavke o gospodarskih zadevah. 
Umrl je 15. februarja 1875 v Ljubljani.